# Bipunctiphorus pelzi
Bipunctiphorus pelzi là một loài bướm đêm thuộc họ Pterophoridae. Nó được tìm thấy ở Ecuador.
Sải cánh dài 15–16 mm. Con trưởng thành bay vào tháng 6, tháng 9 và tháng 12.